# Scinax strigilatus
Scinax strigilatus là một loài ếch trong họ Nhái bén. Chúng là loài đặc hữu của Brasil.
Các môi trường sống tự nhiên của chúng là sông, đầm nước ngọt, và đầm nước ngọt có nước theo mùa.